# Amomum calyptratum
Amomum calyptratum är en enhjärtbladig växtart som beskrevs av S.Sakai och Hidetoshi Nagamasu. Amomum calyptratum ingår i släktet Amomum och familjen Zingiberaceae. Inga underarter finns listade i Catalogue of Life.